# The Vengeance That Failed
The Vengeance That Failed est un film muet américain réalisé par Allan Dwan et sorti en 1912.

## Synopsis
Claribel Wilbur est la maîtresse du patron d'un ranch, mais un bandit, pour se venger de ce dernier, dont le témoignage l'a envoyé en prison, décide d'enlever la jeune femme…

## Fiche technique
- Titre : The Vengeance That Failed
- Réalisation : Allan Dwan
- Scénario : Harold McGrath
- Genre : Western
- Distribution : Film Supply Company
- Dates de sortie :
  - États-Unis : 11 septembre 1912

## Distribution
- J. Warren Kerrigan : le rancher
- Pauline Bush : Claribel Wilbur
- Jack Richardson : le bandit
- Marshall Neilan : le cow-boy